# Брукхаймер, Джерри
Джером Леон Брукхаймер (англ. Jerome Leon Bruckheimer; 21 сентября 1943 года, Детройт, США), известный как Джерри Брукхаймер (Jerry Bruckheimer) — американский кинопродюсер. Совладелец клуба Национальной хоккейной лиги «Сиэтл Кракен».

## Биография

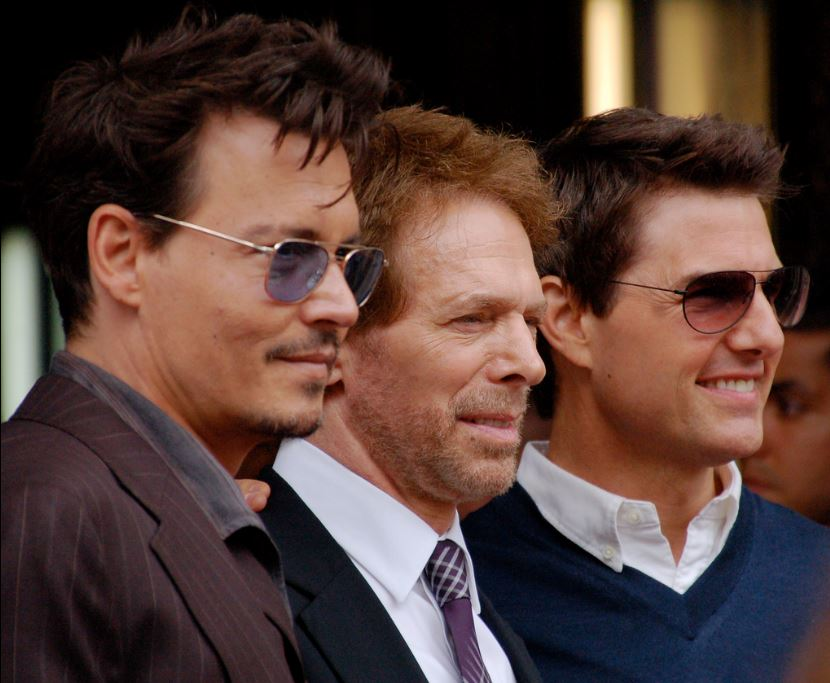
Брукхаймер (в центре) с Джонни Деппом и Томом Крузом в июне 2013 года

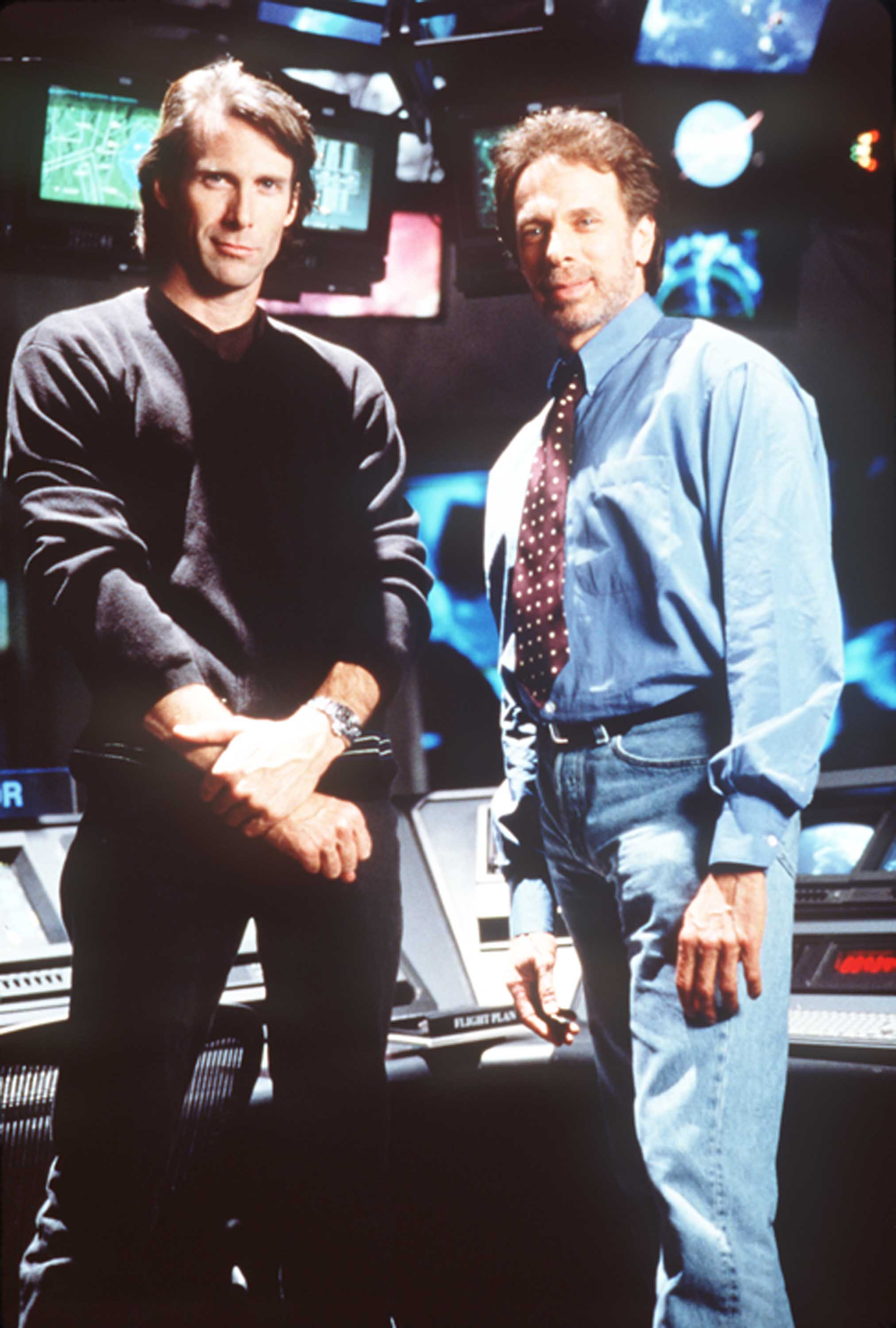
Брукхаймер (справа) и Майкл Бэй во время съемок фильма «Армагеддон»

Джером Леон Брукхаймер родился 21 сентября 1943 года в Детройте в семье еврейских эмигрантов из Германии. Окончил университет штата Аризона, начал работать в рекламном бизнесе. В начале своей карьеры Брукхаймер снимал телевизионные рекламные ролики, в том числе для Pepsi.
Он начал продюсировать фильмы в 1970-х годах, после ухода с работы в рекламе, вместе с режиссером Диком Ричардсом. Они работали над фильмами: «Скотоводческая компания Калпеппера», «Прощай, моя красавица» и «Легионеры». Затем Брукхаймер работал с Полом Шрейдером над двумя фильмами «Американский жиголо» и «Люди-кошки», которые начали привлекать к нему внимание в Голливуде.
В 1980-х и 1990-х годах он был сопродюсером с Доном Симпсоном ряда очень успешных голливудских фильмов для Paramount Pictures. В их число входят: «Танец-вспышка», «Полицейский из Беверли-Хиллз», «Лучший стрелок», «Дни грома». 9 августа 1983 года Брукхаймер и Симпсон заключили трехлетнее соглашение с Paramount Pictures на производство театральных и телевизионных проектов, после нескольких лет работы в качестве линейного продюсера. «Скала» стал последним фильмом, в котором Брукхаймер сотрудничал с Симпсоном. После смерти Симпсона в 1996 году Брукхаймер распорядился, чтобы фильм был посвящен его памяти. 
Несмотря на безвременную кончину Симпсона, Брукхаймер продолжал снимать большое количество боевиков, часто работая с режиссером Майклом Бэем над несколькими кассовыми хитами, включая «Армагеддон». Среди других его популярных фильмов — «Вспоминая Титанов», «Черный ястреб», Бар «Гадкий койот» и «Пираты Карибского моря: Проклятие Чёрной жемчужины». С 1996 года он перешел на телевидение, создав ряд полицейских драм, из которых сериал «C.S.I.: Место преступления» был самым успешным. Самым заметным провалом Брукхаймера был сериал Skin, который был отменен после трех эпизодов в 2003 году.
В 2000-х самыми известными фильмами Брукхаймера стали: «Перл-Харбор», «Король Артур», «Сокровище нации», «Шопоголик».
В декабре 2007 года Брукхаймер объявил о планах сотрудничать с MTV для создания новой игровой студии.
В 2014 году, после разочарования в «Ученике чародея» и «Одиноком рейнджере», Джерри Брукхаймер и Disney Studios расстались, не продлив контракт с first-look, срок действия которого истек в том же году. В том же году он подписал новый контракт с Paramount. В июне 2016 года Jerry Bruckheimer Television стала независимой компанией, расторгнув 15-летний эксклюзивный договор с Warner Bros Television. В следующем году продюсерская компания подписала контракт с CBS Television Studios.
В мае 2006 года он был удостоен степени доктора изящных искусств (DFA) в Колледже изящных искусств Аризонского университета.

## Личная жизнь
Брукхаймер был женат дважды. Его первой женой была Бонни Фишман Брукхаймер. В настоящее время он живет в Лос-Анджелесе со своей второй женой, писательницей Линдой Кобб Брукхаймер. У него также есть падчерица Александра. Пара владеет фермой в Блумфилде, штат Кентукки, примерно в 20 милях (32 км) к юго-востоку от Луисвилла, а также еще одной в Охае, к востоку от Санта-Барбары. Подростком Линда переехала из Кентукки в Лос-Анджелес, где работала сценаристом, продюсером и редактором журнала Mirabella на Западном побережье. Она вышла замуж за Брукхаймера в Лос-Анджелесе. Она регулярно проводит время в качестве активистки по охране природы, восстанавливая и сохраняя исторические здания в небольших сельских городах США.
Его кинокомпания Jerry Bruckheimer Films находится в Санта-Монике, штат Калифорния.

## Фильмография

### Фильмы
| Год  | Название                                                |
| ---- | ------------------------------------------------------- |
| 1975 | Прощай, моя красавица                                   |
| 1980 | Американский жиголо                                     |
| 1981 | Вор                                                     |
| 1982 | Люди-кошки                                              |
| 1983 | Танец-вспышка                                           |
| 1984 | Полицейский из Беверли-Хиллз                            |
| 1986 | Лучший стрелок                                          |
| 1987 | Полицейский из Беверли-Хиллз 2                          |
| 1990 | Дни грома                                               |
| 1994 | Осторожно, заложник!                                    |
| 1995 | Плохие парни                                            |
| 1995 | Багровый прилив                                         |
| 1995 | Опасные мысли                                           |
| 1996 | Скала                                                   |
| 1997 | Воздушная тюрьма                                        |
| 1998 | Армагеддон                                              |
| 1998 | Враг государства                                        |
| 2000 | Угнать за 60 секунд                                     |
| 2000 | Бар «Гадкий койот»                                      |
| 2001 | Пёрл-Харбор                                             |
| 2001 | Чёрный ястреб                                           |
| 2002 | Плохая компания                                         |
| 2003 | Кенгуру Джекпот                                         |
| 2003 | Пираты Карибского моря: Проклятие Чёрной жемчужины      |
| 2003 | Охота на Веронику                                       |
| 2003 | Плохие парни 2                                          |
| 2004 | Король Артур                                            |
| 2004 | Сокровище нации                                         |
| 2006 | Игра по чужим правилам                                  |
| 2006 | Пираты Карибского моря: Сундук мертвеца                 |
| 2006 | Дежа вю                                                 |
| 2007 | Пираты Карибского моря: На краю света                   |
| 2007 | Сокровище нации: Книга тайн                             |
| 2009 | Шопоголик                                               |
| 2009 | Миссия Дарвина                                          |
| 2010 | Принц Персии: Пески времени                             |
| 2010 | Ученик чародея                                          |
| 2011 | Пираты Карибского моря: На странных берегах             |
| 2013 | Одинокий рейнджер                                       |
| 2014 | Избави нас от лукавого                                  |
| 2017 | Пираты Карибского моря: Мертвецы не рассказывают сказки |
| 2018 | Кавалерия                                               |
| 2019 | Гемини                                                  |
| 2020 | Плохие парни навсегда                                   |
| 2022 | Топ Ган: Мэверик                                        |
| 2024 | Министерство неджентльменских дел                       |
| 2024 | Девушка и море                                          |
| 2024 | Плохие парни до конца                                   |
| 2024 | Полицейский из Беверли-Хиллз: Аксель Фоули              |
| 2025 | F1                                                      |

### Телесериалы
| Год        | Название                          |
| ---------- | --------------------------------- |
| 1997-1999  | Солдаты удачи                     |
| 2000       | C.S.I.: Место преступления        |
| 2002       | Без следа                         |
| 2002       | C.S.I.: Место преступления Майами |
| 2003       | Детектив Раш                      |
| 2009       | Забытые                           |
| 2009       | Под прикрытием (1 сезон)          |
| 2010       | Под прикрытием (2 сезон)          |
| 2010       | Преследование                     |
| 2016       | Люцифер                           |
| 2017       | Тренировочный день                |
| 2020       | Совет отцов                       |
| 2021-2024  | C.S.I.: Вегас                     |
| 2022-н. в. | Страна пожаров                    |
| 2022-2023  | Американский жиголо               |